# Thorsten Rund

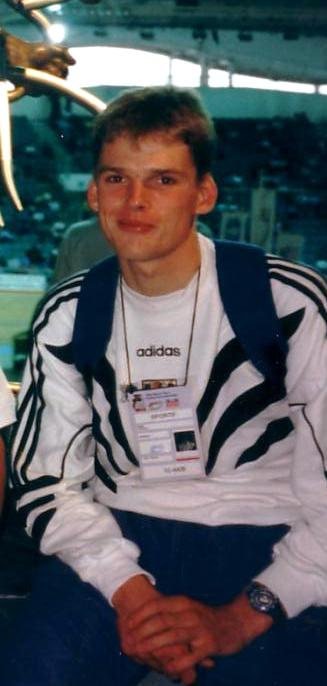
Thorsten Rund (1996)

Thorsten Rund (* 25. Februar 1976 in Lübben) ist ein ehemaliger deutscher Radrennfahrer.

## Sportliche Laufbahn
1992 wurde Thorsten Rund, Mitglied des RSC Cottbus, deutscher Jugendmeister im Straßenrennen. Im Jahr darauf wurde er zweifacher Junioren-Weltmeister auf der Bahn, im Punktefahren und in der Mannschaftsverfolgung (mit Ronny Lauke, Dirk Ronellenfitsch, Holger Roth) sowie Dritter in der Einerverfolgung. 1994 belegte er bei der Junioren-WM den zweiten Platz in der Einerverfolgung.
1996 wechselte Rund in die Elite-Klasse und wurde mit dem deutschen Bahnvierer Dritter bei den Bahn-Weltmeisterschaften in der Mannschaftsverfolgung (Guido Fulst, Heiko Szonn und Danilo Hondo). 1998 wurde er gemeinsam mit Christian Lademann deutscher Vizemeister im Zweier-Mannschaftsfahren, im Jahr darauf mit Fulst deutscher Meister sowie Zweiter in der Mannschaftsverfolgung. 2000 startete er bei den Olympischen Spielen in Sydney im Punktefahren und wurde 23.
2001 wurde Rund Straßenradsport-Profi beim Team Coast und startete 2003 für dieses Radsportteam bei der Vuelta a España, die er als 142. beendete. 2004 belegte er bei den deutschen Bahnmeisterschaften in der Mannschaftsverfolgung Platz drei. 2008 beendete er seine aktive Radsportlaufbahn.

## Berufliches
Seit 2015 betreibt Thorsten Rund gemeinsam mit seiner Frau das Café im Schloss Altranft in Bad Freienwalde. Einmal wöchentlich bietet er dort Radsporttraining für Schüler an.